# Dielocroce ephemera
Dielocroce ephemera är en insektsart som först beskrevs av Gerstaecker 1894.  Dielocroce ephemera ingår i släktet Dielocroce och familjen Nemopteridae. Inga underarter finns listade i Catalogue of Life.